# Kerri-Anne Connor
Kerri-Anne Connor (nacida el 3 de abril de 1963), es una nadadora australiana con paraplejia que ganó cinco medallas en los Juegos Paralímpicos de Nueva York y Stoke Mandeville 1984.

## Vida personal
Connor nació el 3 de abril de 1963 en Meseta Atherton, como el mayor de tres hijos. Su padre dirigía una empresa de desagüe por contrato, para la que trabajaba su madre, que antes era profesora. Vivió en Townsville hasta los diez años, cuando se mudó con sus padres a la Gold Coast (Australia). Ganó una medalla de oro en los 50 metros de espalda de los menores de 7 años. Compitió en squash, baloncesto y natación sincronizada, y se convirtió en una de las primeras mujeres australianas en recibir una medalla de bronce por salvar vidas en el surf.
En la víspera de Año Nuevo de 1980, cuando tenía diecisiete años y acababa de graduarse de la escuela secundaria, sufrió un ataque de mielitis transversal que la dejó parapléjica. Un quiste en la columna vertebral que se había extirpado en 1985 le hizo perder algo de fuerza en los brazos y, más tarde ese mismo año, se le extirparon dos discos por hernia discal; esta última operación le devolvió cierta función muscular en la parte inferior del cuerpo. Trató de aprender a caminar de nuevo después de esta operación, pero un severo dolor en la raíz del nervio la obligó a abandonar esta ambición.
Está casada con Grant desde 1986. La pareja tiene cuatro hijos, tres hijas y un hijo.

## Carrera deportiva
Connor comenzó a entrenar en natación para los Juegos Nacionales de Silla de Ruedas en 1981, y ganó cinco medallas de oro en su primera competición nacional. Entrenada por Laurie Lawrence, fue a los Juegos Mundiales de Silla de Ruedas de 1982, donde ganó dos medallas de oro en las pruebas de 50 m mariposa y 100 m espalda (estableciendo un récord mundial en la primera de ellas), una medalla de plata en la prueba de 100 m estilo libre y una medalla de bronce en la prueba de 100 m braza. Después de su regreso, recibió muchos premios en competiciones tanto para discapacitados como para personas sin discapacidad, incluyendo el premio a la Atleta Femenina del Año de Sports Australia y el premio a la Atleta Discapacitada del Año de National Caltex-Berlei, y dos premios de la Sporting Wheelies and Disabled Association, el premio a la Atleta Deportiva del Año de Queensland y el premio a la Atleta Más Mejorada del Año.
Antes de los Juegos Paralímpicos de Nueva York y Stoke Mandeville 1984, tomó la Dieta Pritikin para perder peso. La dieta causó una deficiencia vitamínica que puso en duda su posición en el equipo de natación paralímpico, y significó que requería atención médica constante en los juegos. A pesar de esto, ganó cuatro medallas de plata en las pruebas de 100 m espalda 4, 100 m estilo libre 4, 4x50 m individual Medley 4 y 50 m mariposa 4, y una medalla de bronce en los 100 m braza 4.
Luego se retiró de la natación y comenzó a jugar baloncesto en silla de ruedas. Ninguna otra mujer jugaba este deporte en Queensland, así que se unió al equipo masculino del estado. Más tarde jugó en el equipo nacional femenino de baloncesto en silla de ruedas de Australia, y planeaba formar parte del equipo del primer Campeonato Mundial de Baloncesto en Silla de Ruedas femenino en 1990. Luego cambió de opinión al descubrir que esperaba su primer hijo, que nació en mayo de 1989.

## Reconocimiento
Connor fue nombrada la Atleta Júnior del Año 1982 en los Premios Deportivos de Australia . En 1999 fue incluida en el Salón de la Fama Deportiva de Gold Coast.